# Jean Jacques Ipsen
Johannes Jacobus Ipsen o Jean Jacques Ipsen (Nørre Broby, isla de Fionia, 6 de enero de 1857 - 7 de julio de 1936) fue un periodista y filósofo anarquista danés. Usó también el pseudónimo de Johan Søften.

## Biografía
Hijo de un clérigo, estudió en la escuela latina de Odense y luego desde 1872 en la Universidad de Copenhague, donde aprendió francés y se despertó su conciencia política, dentro del partido socialdemócrata. Se cambió además el nombre de pila a Jean Jacques. Trabajó como periodista en el periódico Morgenbladet hasta que se cerró en 1883 y luego en el partido socialdemócrata. Viajó a Francia en 1889 y allí trabajó como empleado de una compañía de seguros y enviando artículos a los periódicos de su país. También se volvió anarquista, pero en la línea individualista de Max Stirner, no en la colectivista de Mijail Bakunin o el anarquismo comunista de Kropotkin; por ejemplo, era muy escéptico sobre, entre otros, el concepto y movimientos de la lucha de clases. Volvió a Copenhague en 1899 y pasó un mes en prisión por un artículo. En 1902 se unió a la revista Noche de papel en Copenhague, que dejó cinco años más tarde. 
En 1907 publicó un número de una revista anarquista, «Korsaren» con el anarquista noruego Hans Jaeger tampoco  el sucesor «Revolten» tuvo una larga vida. En el primer número de Revolten, se publicó un poema muy benévolo de Martin Andersen Nexø sobre Sophus Rasmussen, que había firmado como responsable de la publicación del Korsaren, y por eso fue perseguido de las autoridades. En un atento de detenerlo el 13 de noviembre de 1907 había disparado a un oficial de policía y luego a sí mismo en la desesperación. En los años siguientes estuvo un tiempo empleado en el periódico Copenhague y escribió esporádicamente en Solidaridad. Al mismo tiempo dio conferencias en asambleas grandes o pequeñas. Junto con el anarquista sueco y tesorero de la "Unión de Marinos», A. V. Lundström comenzó en 1925 la revista quincenal Nueva Producción, que, al igual que las anteriores, no sobrevivió mucho tiempo. En sus últimos años escribió una serie de opúsculos. Ipsen murió en el verano de 1936. Ipsen es probablemente el más grande escritor anarquista danés de producción significativa.

## Obras
- Slip menneskene løs (1910)
- Socialdemokraterne er Antisocialister (1918)
- Breve fra Utopister (1919)
- Anarkisten Hans Jæger (1920)
- Valgdags-Svindelen (1920)
- Den franske Revolution (1921)
- Revolutionen i Rumpenheim (1922)
- Filosofi og Filosofer (1923)
- En Utopists Historie (1926)
- Svamp i Huset (1929)
- Bogen om Socialdemokratiet (1929)
- Dagen efter Revolutionen» (1930
- Danmark under den røde Fane (1933).